# Promise Me (Beverley Craven)
Promise Me è una canzone pop del 1990, scritta ed interpretata da Beverley Craven e facente parte dell'album eponimo e di debutto della cantautrice britannica, della quale costituisce anche la hit più rappresentativa.
Il singolo, il primo pubblicato dalla Craven, fu prodotto da Paul Samwell-Smith e raggiunse il 2º posto delle classifiche in Belgio e il 3° nel Regno Unito.

## Testo & Musica

### Testo
Si tratta di una canzone d'amore: il testo parla di una donna che sente il proprio uomo "distante" anche quando le è a fianco. A lei invece, una volta arrivato il momento del commiato, lui manca già manca terribilmente; perciò lo invita a farle una promessa: quella di aspettarla sempre, nel tentativo di salvare il loro amore.
Il brano inizia con la descrizione di una scena che si svolge alle 4 del mattino, in cui l'uomo si fuma l'ennesima sigaretta e la donna gli versa del vino.

### Musica
L'accompagnamento musicale del brano è eseguito prevalentemente da un pianoforte.

## Tracce

### 45 giri[5][6][10]
1. Promise Me   3:35
2. I Listen to the Rain 2:55

### 45 giri (versione per l'Italia)[10]
1. Promise Me   3:35
2. Move That Body

### 45 giri maxi[7]
1. Promise Me   3:35
2. I Listen to the Rain 2:55
3. Feels Like the First Time 3:48

### CD[8][10]
1. Promise Me   3:35
2. I Listen to the Rain 2:55
3. Feels Like the First Time 3:48

### CD (versione per gli Stati Uniti, 1992)[10]
1. Promise Me
2. Joey
3. Castle in the Cloud
4. Promise Me (Live)

## Classifiche
| Paese            | Posizione massima | Nr. di settimane |
| ---------------- | ----------------- | ---------------- |
| Belgio (Fiandre) | 2                 | 15               |
| Francia          | 6                 | 19               |
| Paesi Bassi      | 7                 | 16               |
| Regno Unito      | 3                 |                  |

## Cover
Tra gli artisti che hanno inciso una cover del brano, figurano (in ordine alfabetico):
- Chantal Andere (versione in lingua spagnola intitolata Entre tú y yo, contenuta nell'album Chantal del 1992[11])
- Hind (nell'album Around the World del 2003)[12]
- Lazard (con il titolo di 4 O'Clock (In the Morning), 2002 )[13]
- Laura (2005)[14]
- Lutricia McNeal (singolo del 2004)[15]
- Rosa López (versione in lingua spagnola intitolata Júrame, contenuta nell'album di cover Promesas del 2008)[16]
- Jodie Brooke Wilson (nell'album Halfway to Paradise, 2003)[17]

## Il brano nel cinema e nelle fiction
- La cover in lingua spagnola di Chantal Andere Entre tú y yo è stata utilizzata come sigla della telenovela messicana del 1992 Triángulo[18]